# PR Newswire
PR Newswire è un'agenzia stampa statunitense con sede a New York, specializzata nella stesura e diffusione di comunicati stampa.
Il servizio fu creato nel 1954 per consentire alle aziende di inviare elettronicamente comunicati stampa alle organizzazioni giornalistiche, inizialmente utilizzando le teleprinter. L'attività fu infine venduta alla Western Union e poi alla United Newspapers di Londra.
Nel 2001, PR Newswire pubblicò il primo comunicato stampa multimediale al mondo. 

Nel 2013, il sito raggiunse un numero di profilaure superiore ai 10.000 siti e alle 800.000 persone. Dopo un furto di dati che nel 2010 permise di realizzare il maggiore caso di insider trading della storia statunitense, a giugno del 2016 Cision Inc., azienda specializzata in big data e analisi di Internet (per scopi di business intelligence) acquisì l'azienda con una transazione di 841 milioni di dollari.

## Storia
PR Newswire fu fondata da Herbert Muschel a Manhattan nel marzo del 1954. Il fondatore gestì il servizio dalla propria abitazione nel quartiere newyorchese per circa 15 anni, finché nel 1971 l'azienda fu ceduta alla Western Union, un fornitore che negli anni precedenti aveva prodotto le linee di telecomunicazione e le teleprinter necessarie per il servizio. Sei anni più tardi, la PR Newswire iniziò a utilizzare terminali elettronici per la redazione dei contenuti e la stampa delle copie.
Nel 2000, la società acquisì eWatch, fondata nel 1995 come servizio automatizzato per il monitoraggio di siti Web, chat room, gruppi Usenet, pubblicazioni Web, Internet di investitori e forum di servizi online relativi ad una specifica organizzazione, tematica, prodotto o servizio. Nel 2001, PR Newswire pubblicò il primo comunicato stampa multimediale per la Touchstone Pictures per la promozione del film Pearl Harbor. Il Multimedia News Release fu il primo comunicato stampa ad includere b-roll, soundbite, immagini ad alta risoluzione e un trailer del film.
Il 17 aprile 2007, PR Newswire acquisì la Vintage Filings. A dicembre dell'anno successivo, la sede fu trasferita dal quartiere di Midtown Manhattan a quello Lower Manhattan, al numero 350 di Hudson Street.
A metà del 2009, PR Newswire incorporò The Fuel Team. 

Nel 2010, PR Newswire e il suo concorrente Business Wire furono il bersaglio di vari attacchi portati a termine con successo da parte di hacker ucraini, che, ottenuto l'accesso a comunicati stampa non ancora divulgati, permisero ad altri di finalizzare attività speculative e di insider trading. Secondo l'FBI, si trattò del più grande scandalo hacker informatico al mondo e della maggiore frode su titoli di tutti i tempi, con profitti superiori a 100 milioni di dollari in quei settori nei quali l'informativa societaria è normata e gestita direttamente dalla SEC, mentre le autorità dichiararono che i profitti furono di molto superiori a tale ammontare.
Al 2013, il database di PR newswire includeva la schedatura di 10.700 siti Web commerciali o promozionali, nonché di 800.000 persone fra giornalisti e influencer.

Il 15 dicembre 2015, PR Newswire fu ceduto per 841 milioni di dollari alla Cision Inc., una società globale di business intelligence e sorveglianza mediatica. L'accordo fu chiuso a giugno del 2016, dopo aver ottenuto il via libera da parte degli azionisti di UBM plc e delle autorità di regolamentazione.